# El Bosque
El Bosque là một đô thị thuộc bang Chiapas, México. Năm 2005, dân số của đô thị này là 14932 người.